# Marmnamarz
Die von 1911 bis 1914 herausgegebene Zeitschrift Marmnamarz (armenisch Մարմնամարզ) war das erste Sportmagazin des Osmanischen Reiches und der Türkei. Das auf Westarmenisch herausgegebene Blatt (Marmnamarz bedeutet Sport auf Armenisch) bot für die Armenier im Osmanischen Reich einen zusätzlichen Anreiz, dass Interesse am Sport zu steigern.
Die Marmnamarz wurde ab Februar 1911 vom Sportpionier Shavarsh Krissian herausgegeben. Sie war eine Monatszeitschrift, welche die notwendigen Informationen über Sportveranstaltungen, Nachrichten und die Ergebnisse von Wettkämpfen bereitstellte. Das Magazin veröffentlichte auch Fotografien verschiedener armenischer Athleten aus der gesamten Welt.
Wegen des Ausbruchs des Ersten Weltkrieges veröffentlichte die Marmnamarz 1914 ihre letzte Ausgabe und stellte ihre Arbeiten endgültig ein, nachdem Krissian Opfer des Völkermordes an den Armeniern ab 1915 geworden war.